# Singalesere
Singalesere er det største folkeslag i Sri Lanka, med mere end 15 millioner mennesker (2012). De taler singalesisk og er indvandret til Sri Lanka fra Indien, formentlig omkring 550 f.Kr.
Singaleserne kan inddeles i to hovedgrupper. Ca. 40 % er kandya, som traditionelt holder til i højlandet. De har bevaret mere af deres gamle kultur end den anden gruppe, lavlandssingaleserne. Landbrug er traditionelt hovederhverv.
Til trods for at de fleste singalesere har været buddhister, siden denne religion kom fra Indien i 200-tallet f.Kr., er deres samfund lagdelt i et kastesystem efter et tilnærmet indisk mønster.

## Eksterne kilder og henvisninger
1. ↑  Population by ethnic group according to districts, 2012 Arkiveret 13. november 2012 hos  Wayback Machine på statistics.gov.lk hentet 6. oktober 2016
2. ↑  Om singalesere på snl.no

- Wikimedia Commons har flere filer relateret til Singalesere